# Păltiniș-Ciuc
Păltiniș-Ciuc (węg. Nyíresalja) – wieś w Rumunii, w okręgu Harghita, w gminie Lunca de Sus. W 2011 roku liczyła 381 mieszkańców.